# Batomys dentatus
Batomys dentatus е вид гризач от семейство Мишкови (Muridae).

## Разпространение
Видът е разпространен във Филипини.

## Описание
На дължина достигат до 19,5 cm.